# Татары в Санкт-Петербурге
Татары в Санкт-Петербурге — представители различных групп татар, проживающих временно или постоянно в городе Санкт-Петербурге. По данным переписи населения в 2010 году на территории города проживают 30857 татар, что составляет 0,63 % от всего населения Петербурга. Формально считается третьей крупнейшей диаспорой после украинцев и белорусов, но в реальности может занимать 5—6 место ввиду большого количества нелегальных мигрантов из Узбекистана и Таджикистана, чьё количество может достигать миллиона человек.

## Численность
Татарскую общину, наряду с немецкой или финской, принято считать старой, хотя в эпоху царской России она была относительно малой и значительно возросла в советский период, а после распада СССР постепенно уменьшается:
| Год  | Численность | Численность   |
| ---- | ----------- | ------------- |
| 1897 | 4942        | [ 7 ]         |
| 1926 | 7321        | [ 8 ]         |
| 1939 | 31 506      | [ 9 ]         |
| 1959 | 27 178      | [ 10 ]        |
| 1970 | 32 851      | [ 11 ]        |
| 1979 | 39 403      | [ 12 ]        |
| 1989 | 43 997      | [ 13 ]        |
| 2002 | 35 553      | [ 14 ]        |
| 2010 | 30 857      | [ 15 ] [ 16 ] |

## История

### Царская Россия
История татарской общины начинается фактически вместе со строительством города, когда на место будущего города прибывали тысячи рабочих, в том числе и татары, которые принимали непосредственное участие в строительстве Петропавловской крепости. На протяжении долгого времени они составляли достаточно маленькую и замкнутую общину, таким образом сохраняя прочную связь со своими традициями. Компактным местом проживания татар была Петроградская сторона. Татары, принявшие христианство, имели больше шансов достичь карьерного роста и положения в русском обществе, но и к мусульманам, или «магометянам», было принято относиться уважительно. В частности, в армии татарам позволялось исполнять религиозные обряды и отдыхать по пятницам, также им выдавались специальные ордена без изображений крестов.

Татарин — продавец ковров, 1920 год, Кустодиев

Татары ценились как работники, не склонные к пьянству, и поэтому знать предпочитала нанимать татар в качестве кучеров и конюхов. Многие татары занимались крупной торговлей тканных товаров, кожей, коврами и т. п., а позже они практически полностью контролировали торговлю хлебом, кожей и солью. Представители татарской общины развивали сеть железнодорожных ресторанов и буфетов в городе. Некоторые рестораны пользовались большой популярностью. Так как многие элитные рестораны принадлежали татарам, в городе пошла мода на татар-официантов; в некоторых ресторанах официантов могли ложно выдавать за татар, изменяя им имена.
Обычно татары жили артелями по 10—30 человек, которыми руководил староста. У татар по мусульманским законам действовало строгое табу на употребление алкоголя, и если человек возвращался в артель пьяным, то, по правилам, сначала он получал словесное предупреждение, второй раз его связывали и били, а в третий раз выгоняли из артели. Образ татарина в царской России, прежде всего, ассоциировался с торговцем, предпринимателем или просто «ходящей лавкой», так как практически все татары, даже не занимающиеся торговлей или предпринимательством, занимались скупкой, перелицовкой и продажей старых вещей.
Татары-христиане также входили в известные дворянские сословия (Ширинские, Шехматовы, Мещерские, Аскаковы, Юсупувы, Тимиряевы, Чаадаевы и т. д.). Также несколько тысяч татар проходили постоянную службу в частях императорской гвардии в Петербурге и на кораблях Балтийского флота в Кронштадте.
С 1905 года до революции по инициативе татарского богослова и общественного деятеля Атауллы Баязитова свой выпуск начала татарская газета «Нур», которая возобновила свой выпуск в 1990 году.
Незадолго до революции некоторые представители татарской общины сумели войти в государственную думу и даже создали политическую партию «Сыратуль Мустаким».

### Советский период
Революция была воспринята татарской общиной неоднозначно: одни поддерживали революционеров в надежде обеспечить татарам национальные чаяния, другие же эмигрировали.
Татарская община продолжала осуществлять активную торговлю в городе до окончания эпохи НЭПа, и многие её члены владели собственными магазинами, в том числе и на Невском проспекте. В то время как советская власть проводила агрессивную политику в Татарстане, направленную на препятствие к изучению родного языка и замену арабского алфавита на латиницу, в Петербурге по инерции продолжали существовать школы-мактабы для татар, в частных квартирах проводились мусульманские богослужения и требы, работала Соборная мечеть. Также во время голода в Поволжье Петроград принял тысячи татарских детей, эвакуированных из депрессивных районов. Сворачивание политики НЭПа обернулось катастрофическими последствиями для татарской диаспоры. Все частные магазины и предприятия были разорены, а их работники и хозяева стали жертвами массовых депортаций. Священнослужители и общественные деятели стали жертвами репрессий. Их обвинили в пропаганде пантюркизма и национализма. С другой стороны, коллективизация в деревнях привела к массовому притоку татар в Ленинград с целью трудоустройства и поиска жилья.
В советский период многие татары занимались уличной работой, дворниками и отапливали дома, прежде занимающиеся ресторанным делом стали официантами, многие татары были представителями творческих профессий: архитекторами, писателями, журналистами, художниками, скульпторами и музыкантами. Большинство ленинградских татар погибло в 40-е годы во время блокады либо от голода, либо на фронте.
После войны население Ленинграда пополнилось за счёт жителей других областей СССР, в том числе и татар. Если исторически татарская диаспора существовала компактной общиной, которая объединялась по многим признакам — от места проживания и религии до торговли и предпринимательства, то в результате политики урбанизации населения и социалистического метода распределения жилья все новоприезжие татары оказались разбросаны по городу равномерно и быстро ассимилировались в «городскую массу». В 1980-е годы в Петербург прибыли на постоянное проживание примерно 2000 депортированных крымских татар и их потомков; многие из них пошли работать в магазины. В конце 80-х и начале 90-х годов на фоне общей либерализации режима у татарской диаспоры происходит возрождение национального самосознания, что положило начало образованию новых татарских культурных центров, которые выступали единственным средством для сплочения татар как городской общины, где также можно было проводить культурные мероприятия.

## Современность
Сегодня[когда?] в Санкт-Петербурге официально зарегистрированы 3 татарских общества: «Татарстан», Гатчинское общество «Юлдаш» и региональная организация «Татарская национальная культурная автономия». Помимо них, в городе существует ещё несколько десятков неофициальных организаций, которые зачастую используют интернет и социальные сети в качестве площадки для общения и знакомств. Молодое поколение плохо или никак не владеет родным языком, что признано серьёзной проблемой в татарской общине. Основной причиной служит то, что родители ребёнка ради его ассимиляции в городе предпочитают общаться с ним на русском языке: лишь 23 % из татарских семей используют дома татарский язык как основной. Такая же ситуация складывается и с религией: лишь старшее поколение татар соблюдает все исламские законы, молодые же люди могут соблюдать имянаречение, обрезание, никах и похоронный обряд, а также праздновать Ураза-байрам и Курбан-байрам. В Петербурге существует Театр им. Габдуллы Тукая.
Память о присутствии татар в Петербурге сохранят как официальные, так и неофициальные топонимы. На Петроградской стороне с 1797 г. существует Татарский переулок. Соборная мечеть до 1990-х имела неофициальное название Татарской мечети. До середины 2010-х мусульманский участок Ново-Волковского кладбища назывался Татарским кладбищем.
Татар Петербурга все реже можно встретить среди прихожан Соборной мечети.
Татары Петербурга соблюдают моноэтнические браки; в то же время это является не принуждением, а предпочтением, обусловленным стремлением сохранить язык, традиции своего рода и страхом того, что не-татарский партнёр может не принять язык и религиозные и национальные традиции.